# Валво, Майкл
Майкл Валво (англ. Michael Valvo; 19 апреля 1942, Нью-Йорк — 18 сентября 2004, Шанхассен) — американский шахматист, международный мастер (1980). 
В 1964 году в Кракове принял участие в 11-м студенческом чемпионате мира. Чемпион Нью-Джерси (1986).
Был судьёй во время первого матча Г. Каспарова с шахматной программой «Deep Blue» в 1996 году.
Умер после инфаркта.

## Изменения рейтинга
| Графики недоступны из-за технических проблем. См. информацию на Фабрикаторе и на mediawiki.org. |